# Khowrāsgān
Khowrāsgān (persiska: Khowrāskān, Khvorāsgān, خوراسگان) är en ort i Iran.   Den ligger i provinsen Esfahan, i den centrala delen av landet, 300 km söder om huvudstaden Teheran. Khowrāsgān ligger 1 561 meter över havet och antalet invånare är 86 603.
Terrängen runt Khowrāsgān är platt åt nordväst, men åt sydost är den kuperad. Terrängen runt Khowrāsgān sluttar norrut. Runt Khowrāsgān är det ganska tätbefolkat, med 144 invånare per kvadratkilometer. Närmaste större samhälle är Esfahan, 7,5 km väster om Khowrāsgān. Trakten runt Khowrāsgān är ofruktbar med lite eller ingen växtlighet.